# إلما غونزاليس
إلما غونزاليس (بالإنجليزية: Elma González)‏ هي أحيائية أمريكية، ولدت في 6 يونيو 1942 في ولاية تاماوليباس في المكسيك.